# Twenty Nine Palms
Twenty Nine Palms est un groupe de rock britannique, formé par deux cousins originaires du Yorkshire, Simon Wilson et Davy Simpson, au début des années 1990. Ils ont signé avec le label I.R.S. Records après que Miles Copeland a écouté une cassette de démonstration enregistrée dans la cuisine de Simon Wilson. Le groupe a produit deux albums studio ainsi que des singles. Il a fait la première partie de la tournée de Sting pour l'album The Soul Cages[Quand ?].

## Membres
- Simon Wilson: Chant
- Davy Simpson: Guitare

## Discographie

### Albums

#### Studios
- 1990 : Fatal Joy
- 1992 : No Eden